# Trochalus rubricatus
Trochalus rubricatus är en skalbaggsart som beskrevs av Karl Henrik Boheman 1860. Trochalus rubricatus ingår i släktet Trochalus och familjen Melolonthidae. Inga underarter finns listade i Catalogue of Life.